# Muellera fluvialis
Muellera fluvialis là một loài thực vật có hoa trong họ Đậu. Loài này được (Lindm.) Burkart mô tả khoa học đầu tiên năm 1969.